# Band Baaja Baaraat
Band Baaja Baaraat (angielski tytuł: Bands Horns and Revelry), w Indiach  też nazywany BBB to komediodramat miłosny z 2010. Jego reżyserem jest  debiutant  Maneesh Sharma. W rolach głównych Anushka Sharma i debiutujący  Ranveer Singh. Film wyprodukowało Yash Raj Films. Bohaterka filmu reprezentuje kobiety pracujące w miastach. Odrzuca aranżowane małżeństwo i uzgadnia z rodzicami, że o ślubie, a potem tylko o dwójce dzieci pomyśli kilka lat popracowawszy we własnej firmie. Film pokazuje przyjaźń, która ma szansę stać się miłością, jeśli nie spłoszy jej czyjś strach przed związkiem, bronienie się przed własnymi uczuciami, nierozpoznawanie ich. Film stwarza okazję do obejrzenia obrzędów weselnych zarówno hinduskich, jak i muzułmańskich.

## Fabuła
Delhi. Shruti Kakkar (Anushka Sharma) kończy właśnie studia i przymierza się do założenia własnego biznesu  Shaadi Mubarak – organizowanie wesel.  Bittoo Sharma (Ranvir Singh) zagrożony przez ojca perspektywą powrotu z uczelni do domu na wieś, gotów zrobić wszystko, byle nie spędzić życia przy uprawie trzciny cukrowej. Dołącza do Shaadi Mubarak i wraz z Shruti zaczyna organizować cieszące się coraz większą popularnością wesela. Zanim jednak do tego dojdzie,  Shruti stawia mu jeden warunek: w biznesie nie ma miejsca na uczucia. Oboje muszą pozostać zaprzyjaźnionymi partnerami, nie niszcząc swych interesów zakochaniem się w sobie.

## Piosenki
- Ainvayi Ainvayi – Salim Merchant & Sunidhi Chauhan
- Tarkeebein – Benny Dayal & Salim Merchant
- Aadha Ishq – Shreya Ghoshal & Natalie Di Luccio
- Dum Dum – Benny Dayal & Himani Kapoor
- Mitra – Amitabh Bhattacharya & Salim Merchant
- Baari Barsi – Harshdeep Kaur, Labh Janjua & Salim Merchant
- Band Baaja Baaraat – Salim Merchant & Shrraddha Pandit
- Ainvayi Ainvayi – Master Saleem & Sunidhi Chauhan